# L.A.F.
L.A.F. a.s. – firma mająca siedzibę w północnej części Czech, w Libercu. Produkuje podzespoły i części do autobusów, pojazdów ciężarowych i osobowych.
L.A.F (Liberecka Automobilova Fabrika) jest spadkobiercą firmy LIAZ, sprzedającej na rynku czeskim i europejskim:
- elementy zawieszeń do samochodów
- osie do autobusów, samochodów ciężarowych,trolejbusów, tramwajów, ciągników oraz kombajnów

W asortymencie L.A.F znajdują się także jednostki kołowe z przeniesieniem napędu oraz plastikowe elementy wnętrz pojazdów.

## Historia
Firma powstała w 1951 roku i zaczęła od produkcji silników Diesla do ciężarówek Skoda 706 i autobusów 706 RTO. W 1958 roku firma zostaje włączona do koncernu LIAZ jako Fabryka 03 - Hanychov.
W 1969 roku profil produkcji został powiększony o mosty napędowe do samochodów ciężarowych LIAZ i autobusów Karosa. W 1997 roku firma otrzymuje obecną nazwę L.A.F. a.s.. W 2003 roku 100% udziałów przejmuje spółka GALL s.r.o